# Nhiệt luyện
Nhiệt luyện là một phương pháp tác động nhiệt độ lên vật chất nhằm làm thay đổi vi cấu trúc chất rắn, đôi khi tác động làm thay đổi thành phần hóa học, đặc tính của vật liệu. Chủ yếu của ứng dụng nhiệt luyện là thuộc về ngành luyện kim. Nhiệt luyện cũng được sử dụng trong nhiều lĩnh vực khác nhau, ví dụ như ngành sản xuất thủy tinh. Quá trình nhiệt luyện bao gồm sự nung nóng hoặc làm nguội với mức độ chênh lệch đáng kể, hoặc xử lý nhiệt theo một thời gian biểu nhằm mục đích làm mềm hay làm cứng vật liệu, cũng như tạo ra sự cứng hay mềm khác nhau trên cùng một vật liệu, ví dụ như tôi bề mặt, vật liệu chỉ cứng ở bề mặt (chống mài mòn) nhưng lại dẻo dai ở phần bên trong (chịu va đập cũng như chịu uốn rất tốt).
Nhiệt luyện đòi hỏi một quy trình chặt chẽ và có kiểm soát thời gian và tốc độ trao đổi nhiệt trên vật liệu. Nhiều quốc gia tiên tiến chưa công bố và còn bí mật một số công nghệ nhiệt luyện - yếu tố tạo ra một vật liệu có giá thành hạ nhưng tính năng sử dụng rất cao. Ví dụ, với một chi tiết trục động cơ, người ta sử dụng vật liệu thép hợp kim thấp (giá thành rẻ), sau công đoạn nhiệt luyện ram, thấm vật liệu có bề mặt cứng chịu được bài mòn cao, nhưng thân trục lại chịu được chấn động và chịu uốn khá lớn, chi tiết được bán với giá rất cao.
Bản chất của nhiệt luyện kim loại là làm thay đổi tính chất thông qua biến đổi tổ chức của vật liệu. Một quy trình nhiệt luyện bao gồm 3 giai đoạn: Nung, giữ nhiệt, làm nguội. Khi nung, tổ chức vật liệu sẽ thay đổi theo nhiệt độ, tuỳ thời điểm nâng, hạ nhiệt với các tốc độ khác nhau mà nhiệt luyện với các phương pháp khác nhau sẽ cho ra tính chất vật liệu mong muốn.
Để làm thay đổi mạnh hơn nữa các tính chất của kim loại và hợp kim, người ta còn kết hợp đồng thời các tác dụng của biến dạng dẻo và nhiệt luyện hay tác dụng hoá học và nhiệt luyện. Như vậy Nhiệt luyện (nói chung) bao gồm ba loại: Nhiệt luyện đơn giản, Cơ nhiệt luyện, Hoá nhiệt luyện.
Ở thể loại Nhiệt luyện đơn giản bao gồm các hình thức:

## Ủ loại 1
Ủ loại 1 hay ủ không chuyển biến pha là quá trình nhiệt luyện tiến hành ở nhiệt độ thấp hơn nhiệt độ tới hạn, sau đó làm nguội cùng lò. Dạng nhiệt luyện này không làm thay đổi mạng tinh thể mà chỉ khắc phục một phần hoặc hoàn toàn các sai lệch về mạng tinh thể.

## Ủ loại 2
Ủ có chuyển biến pha: Nung kim loại cao hơn nhiệt độ chuyển biến pha, giữ nhiệt rồi sau đó làm nguội chậm, làm kết tinh lại dẫn tới sự tạo thành pha mới làm nhỏ hạt tinh thể, đưa hợp kim về trạng thái cân bằng.

## Làm tôi có chuyển biến pha
Là quá trình nhiệt luyện hợp kim gồm nung hợp kim lên tới nhiệt độ có trạng thái pha nhất định, giữ nhiệt rồi làm nguội đủ nhanh để quá trình khuếch tán không kịp xảy ra, kết quả nhận được tổ chức không cân bằng.

## Làm tôi bề mặt
Thực hiện tôi trên bề mặt chi tiết hợp kim, thường sử dụng các lò tần số để chỉ nung phần mặt ngoài của chi tiết. Các bánh răng, các trục...thường được tôi bề mặt để đảm bảo độ cứng bề mặt cao (để chống mài mòn), nhưng phần bên trong nó lại dẻo.

## Ram
Ram là quá trình nhiệt luyện gồm nung kim loại đã được tôi đến nhiệt độ thấp hơn nhiệt độ chuyển biến pha, đưa hợp kim về trạng thái cân bằng, do đó mà tổ chức không ổn định khi tôi sẽ được phân huỷ thành tổ chức ổn định hơn.

## Hoá già
Cũng như ram, nhưng nếu quá trình phân huỷ dung dịch rắn quá bão hoà ở nhiệt độ phòng hay nhiệt độ không cao của các hợp kim trên cơ sở các kim loại không có chuyển biến thù hình thì được gọi là hoá già.